# بدروس کیرکوروف
بِدروس فیلیپوویچ کیرکوروف (ارمنی: Բեդրոս Կիրկորով؛ بلغاری: Бедрос Пилибос Киркоров؛ زادهٔ ۲ ژوئن ۱۹۳۲) یک خواننده و رهبر گروه موسیقی ارمنی‌تبار بلغاری-روسی است. وی پدر فیلیپ کیرکوروف می‌باشد.

## جوایز
وی برندهٔ جایزهٔ هنرمند مردمی روسیه شده است.